# Brickellia cavanillesii
Brickellia cavanillesii es una especie de planta medicinal perteneciente a la familia de las asteráceas.
Indicada para la diabetes y neuropatías si se usa vía cutánea

## Descripción
Es una hierba que alcanza un tamaño de hasta de 2 m de altura, con los tallos ásperos y rojizos. Las hojas son de color grisáceo, ciliadas en los bordes, tiene un sabor muy amargo. Sus flores son amarillas. Los frutos son pequeños y cuando están secos se abren.

## Distribución y hábitat
Es originaria de México donde habita en climas cálidos y semicálidos entre los 130 y l000 metros. asociada al bosque tropical caducifolio.

## Propiedades
Es en la "bilis", el padecimiento para el que más se emplea esta planta. Así, en Morelos, Guanajuato y el Distrito Federal, se recomienda tomar una taza en ayunas de la infusión de las hojas, sin endulzar, "para el coraje", a esta infusión se le agrega ajenjo (sp. n/r.) y se toma tres veces al día. Cuando se derrama la bilis, se maceran unas hojas en alcohol, se deja al sereno y a la mañana siguiente "se toma de un golpe". Asimismo, en Morelos se utiliza el cocimiento de las hojas, se deja reposar unos minutos y se toma una taza antes de cada comida, hasta que ya no se sientan las molestias causadas por la acidez, dolor de estómago o amibiasis. Además se le usa cuando hay falta de apetito. El té preparado con la rama y con flor de prodigiosa, más hojas de hierbabuena y de malva viva (spp. n/r.), sirve para "regular el estómago"; en casos de vómito se elabora la tisana junto con hojas de boldo, de ceniza, cuasia, pingüin y flor de tila.

## Historia
En el siglo XX, el Instituto Médico Nacional relata los usos como eupéptico, antipirético, aperitivo, antipalúdico y para gastralgia. Posteriormente, Maximino Martínez la señala como antipalúdico, antiparasitario, antipirético, contra la bilis, eupéptico, irritación de la sangre, sialagogo y tónico. Así mismo Luis Cabrera, la cita para: angiocolitis, como antidisintérica, aperitiva, para la cirrosis, colecistitis, enterocolitis, como eupéptica y para la gastroenteritis. Finalmente, la Sociedad Farmacéutica de México la describe como: diaforética, eupéptico, hipoclorhidria y tónico.

## Principios activos
Las hojas contienen aceite esencial, grasa, resina ácida, el glicósido brikelina, materia colorante y tanino.

## Taxonomía
Brickellia cavanillesii fue descrita por (Cass.) A.Gray y publicado en Smithsonian Contributions to Knowledge 3(5): 85. 1852.
Etimología
Brickellia: nombre genérico otorgado en honor del médico y naturalista estadounidense John Brickell (1749-1809).
cavanillesii; epíteto otorgado en honor del botánico español Antonio José de Cavanilles.
Sinonimia
- Brickellia botterii B.L.Rob.
- Brickellia pendula var. squarrosa (B.L.Rob. & Seaton) B.L.Rob.
- Brickellia rosalesia (DC.) Benth. & Hook.f. ex Hemsl.
- Brickellia squarrosa (Cav.) B.L.Rob.
- Brickellia squarrosa (Cav.) B.L.Rob. & Seaton
- Brickellia squarrosa var. squarrosa B.L.Rob. & Seaton
- Coleosanthus botterii (B.L.Rob.) S.F.Blake
- Coleosanthus cavanillesii (A.Gray) Cass.
- Coleosanthus pendulus var. squarrosus (B.L.Rob. & Seaton) S.F.Blake
- Coleosanthus squarrosus (Cav.) S.F.Blake
- Coleosanthus squarrosus (Cav.) Kuntze
- Eupatorium rosalesia DC.
- Eupatorium squarrosum Cav.
- Eupatorium squarrosum Sessé & Moc.[4]

## Nombre común
Atanasia amarga, gobernadora de Puebla, hierba amargosa, hierba del becerro, hierba del perro, orégano de cerro, prodigiosa.